# Nina Jacqmin
Pour les articles homonymes, voir Jacqmin.
Nina Jacqmin, née le 21 août 1989 à Bruxelles (région de Bruxelles-Capitale), est une autrice de bande dessinée et illustratrice belge.

## Biographie
Nina Jacqmin naît le 21 août 1989 à Bruxelles,.
Elle se dirige vers la section bande dessinée de l’Institut Saint-Luc de Bruxelles (ESA),.
Son entrée dans le monde professionnel se fait par le tour des maisons d'éditions. Tout en réalisant des projets en collaboration avec des auteurs rencontrés sur internet, elle travaille en tant que serveuse dans un des plus grands bars de Bruxelles. Elle ne reçoit que des réponses négatives des maisons d'éditions et craint de voir sa carrière de dessinatrice s'envoler. En désespoir de cause, elle se lance dans une formation d'infographiste. À la toute fin de celle-ci, un projet en collaboration avec le scénariste Nicolas Antona intéresse les éditeurs. Il est intitulé : La Tristesse de l'éléphant et sort le 21 janvier 2016 dans la maison d'édition française Les Enfants rouges. Il est récompensé par plusieurs prix dont le prix Bd Ados 2017 du festival Bédéciné à Illzach. En 2020, le récit est réédité dans une version revue et augmentée publié dans la collection « Mimosa ». L'œuvre est adaptée pour un spectacle de marionnettes mis en scène par Thomas Ress en 2020, il est présenté à la Comédie de Colmar pendant la saison 2022-23. Elle enchaîne dans la foulée avec un deuxième projet dans la collection « Mimosa » de la même maison d’édition : Les Ruines de Tagab, écrit par le scénariste Cyril Legrais en 2017.
Elle rencontre Chantal van den Heuvel qui lui propose d’illustrer une biographie d’Agatha Christie,. L’album voit le jour sous le titre La Mystérieuse Affaire Agatha Christie, aux éditions Vents d'Ouest en 2019. L'année suivante, elle retrouve cette même scénariste pour George Sand - Ma vie à Nohant, avec la collaboration du Centre des monuments nationaux, publié aux éditions Glénat.
En 2022, elle réalise Fumée sur un scénario de Chadia Loueslati dans la collection « Marabulles » publié aux éditions Marabout. Ce roman graphique muet est qualifié d'émouvant par la chroniqueuse Thelma Susbielle d'ActuaBD et emporte son adhésion. Puis la même année Mon père, Casimir et moi un album jeunesse, avec la coopération de l'écrivaine française Séverine Vidal, dans la nouvelle collection « Pâquerette » des éditions Les Enfants rouges. En 2023, elle illustre l'ouvrage La Volière aux souvenirs de Valérie Weishar-Giuliani aux Éditions Jungle. Elle dessine sur un scénario de Nicolas Antona Le Secret de Miss Greene, publié aux éditions Le Lombard en 2025. Ce récit biographique porte sur Belle Greene et la One drop rule empêchant à partir d'une seule goutte de sang au citoyen américain d’être considéré comme blanc. 
En outre, elle réalise les affiches des festivals de Tramelan en 2017 et de Carrières-sur-Seine en 2023.
L'artiste expose ses planches originales de l'ouvrage La Tristesse de l'éléphant aux cimaises de la galerie bruxelloise Comic Art Factory en 2019.
Les organisateurs du festival Bulles de Burle estiment qu'elle a un coup de crayon vraiment original et personnel.

### Vie privée
Nina Jacqmin réside en Belgique.

## Œuvres

### Albums de bande dessinée
- La Tristesse de l'éléphant[5],[14],[26], Les Enfants rouges, Nice, 21 janvier 2016
Scénario : Nicolas Antona - Dessin et couleurs : Nina Jacqmin -  (ISBN 978-2-354-19082-8),Réédition en 2020, coll. « Mimosa »  (ISBN 978-2-354-19113-9).

- Les Ruines de Tagab[10], Les Enfants rouges, coll. « Mimosa », Nice, 7 décembre 2017
Scénario : Cyril Legrais - Dessin et couleurs : Nina Jacqmin -  (ISBN 9782354190958)

- La Mystérieuse Affaire Agatha Christie[11],[12],[27],[28], Futuropolis, Paris, 30 octobre 2019
Scénario : Chantal van den Heuvel - Dessin et couleurs : Nina Jacqmin -  (ISBN 9782754824606)

- George Sand - Ma vie à Nohant[15],[16], Glénat, Grenoble, 14 avril 2021
Scénario : Chantal van den Heuvel - Dessin et couleurs : Nina Jacqmin -  (ISBN 978-2-344-04374-5)

- Fumée[17], Marabout, coll. « Marabulles », Nice, 6 avril 2022
Scénario : Chadia Loueslati - Dessin et couleurs : Nina Jacqmin -  (ISBN 9782501146753)

- Mon père, Casimir et moi[18], Les Enfants rouges, coll. « Pâquerette », Nice, 8 septembre 2022
Scénario : Séverine Vidal - Dessin et couleurs : Nina Jacqmin -  (ISBN 978-2-354-19125-2),Format comics.

- La Volière aux souvenirs[29],[30],[31], Éditions Jungle, Paris, 24 août 2023
Scénario : Valérie Weishar-Giuliani - Dessin et couleurs : Nina Jacqmin -  (ISBN 978-2-8222-3797-0)

- Le Secret de Miss Greene[32],[33],[34],[35],[36], Le Lombard, Bruxelles, 24 janvier 2025
Scénario : Nicolas Antona - Dessin et couleurs : Nina Jacqmin -  (ISBN 978-2-8082-1401-8)

### En revues et journaux
- Spirou et moi[37], 1/2 page, Spirou no 4549 du 18 juin 2025.

### Prix et distinctions
- 2017 :  prix Bd Ados 2017 du festival Bédéciné à Illzach pour La Tristesse de l'éléphant[7].

#### Livres
- Philippe Mellot, Michel Denni, Laurent Turpin et Isabelle Morzadec, Trésors de la bande dessinée : BDM 2023-2024 - Catalogue encyclopédique et Argus, Paris, Les Arènes, novembre 2022, 23e éd., 1677 p., ill. ; 23 cm (ISBN 9791037507280, OCLC 1351462460, présentation en ligne), p. 522, 541, 876, 1101, 1382. .

#### Périodiques
- « Spirou et moi : Nina Jacqmain », Spirou, Dupuis, no 4549,‎ 18 juin 2025, p. 39 (ISSN 0771-8071).

#### Articles
- Nicolas Vadeau, « L’atelier de Nina Jacqmin », La Ribambulle,‎ 13 octobre 2017 (lire en ligne, consulté le 8 juillet 2023).
- J.L. avec Kif, « Nina Jacqmin, l’illustratrice bruxelloise qui monte en flèche dans le monde de la bande dessinée », La Capitale,‎ 8 avril 2023 (lire en ligne , consulté le 8 juillet 2023).

### Podcast
- Interview de Nina Jacqmin Nina Jacqmin, jeune illustratrice a gagné le prix Bd Ados 2017 du festival Bédéciné (Illzach) sur Arte radio, (1 min 44 s), 2017.

### Vidéographie
- [vidéo] « Livres du moment : Nina Jacqmin et Chantal Van den Heuvel - La Mystérieuse Affaire Agatha Christie », sur YouTube, Entretien avec Nina Jacqmin et Chantal Van den Heuvel à l'occasion de la rencontre entre les auteures et les lecteurs de Babelio, le 6 novembre 2019, (6 min).
- [vidéo] « Nina Jacqmin, l'illustratrice que tout le monde s'arrache », sur YouTube, Nina Jacqmin, illustratrice bruxelloise, est l'invitée du jour de Davy et Chloé sur K.I.F (97.8FM et kif.be), le 7 avril 2023, (11 min 4 s).